# Saint-Pierre-de-Nogaret
Saint-Pierre-de-Nogaret är en kommun i departementet Lozère i regionen Occitanien i södra Frankrike. Kommunen ligger i kantonen Saint-Germain-du-Teil som tillhör arrondissementet Mende. År 2022 hade Saint-Pierre-de-Nogaret 174 invånare.

## Befolkningsutveckling
Antalet invånare i kommunen Saint-Pierre-de-Nogaret
| Referens: INSEE |